# Adam Leszek Musiałek

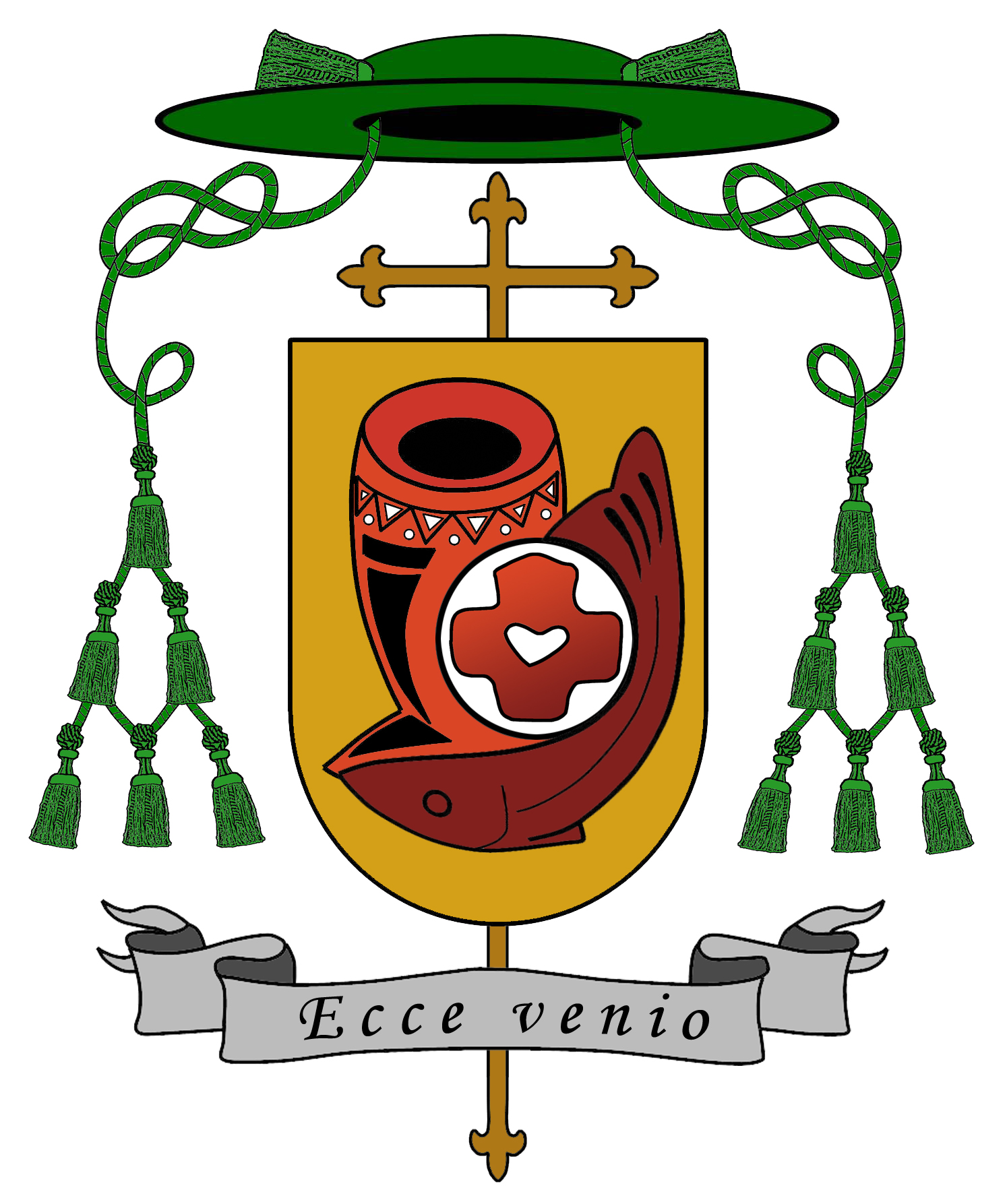
Wappen

Adam Leszek Musiałek SCI (* 9. Mai 1957 in Wieruszów) ist ein polnischer Ordensgeistlicher und römisch-katholischer Bischof von De Aar.

## Leben
Adam Leszek Musiałek trat der Ordensgemeinschaft der Dehonianer am  11. September 1977 bei, legte am 6. Dezember 1981 die Profess ab und empfing am 9. Juni 1983 die Priesterweihe.
Papst Benedikt XVI. ernannte ihn am 17. Juli 2009 zum Bischof von De Aar. Der Erzbischof von Kapstadt, Lawrence Patrick Henry, spendete ihm am 24. September desselben Jahres die Bischofsweihe; Mitkonsekratoren waren Jabulani Adatus Nxumalo OMI, Erzbischof von Bloemfontein, und sein Amtsvorgänger Joseph James Potocnak SCI. Als Wahlspruch wählte er Ecce venio.
Papst Franziskus ernannte ihn am 1. September 2017 zusätzlich für die Zeit der bis zum 15. Februar 2020 andauernden Sedisvakanz zum Apostolischen Administrator von Aliwal.